# Myopsyche xanthopleura
Myopsyche xanthopleura là một loài bướm đêm thuộc phân họ Arctiinae, họ Erebidae.